# 霧社事件餘生紀念館
24°04′12″N 120°57′15″E / 24.070002°N 120.954033°E
霧社事件餘生紀念館，於2012年設立，位於台灣省南投縣仁愛鄉，由草屯經泰雅渡假村到達清流部落，在通往惠蓀林場的附近，是台灣原住民的賽德克族所在的群落，日據時代被稱為「川中島社」。以文物與圖說等記述當年霧社事件之經過。

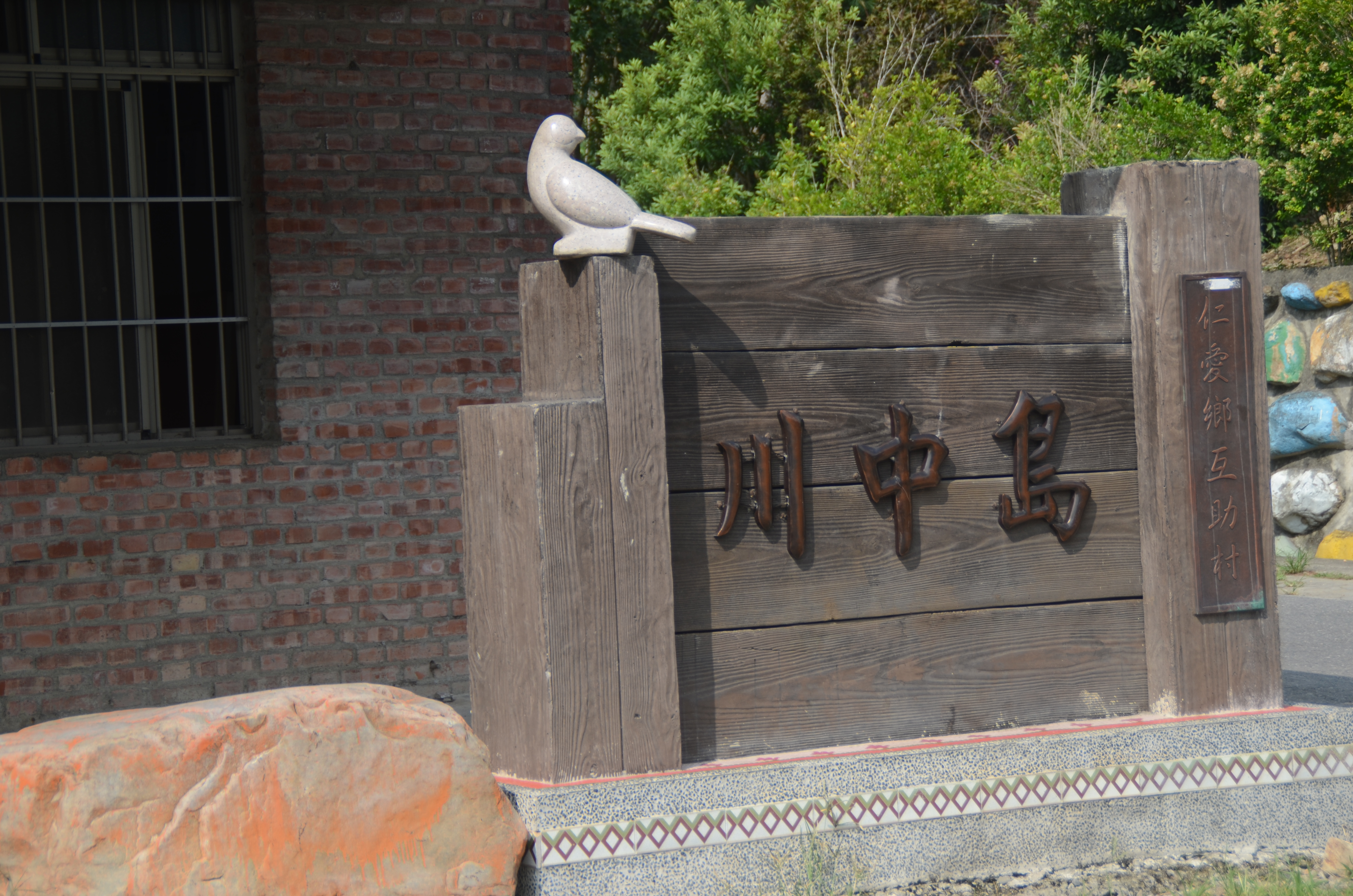
清流部落的「川中島」碑

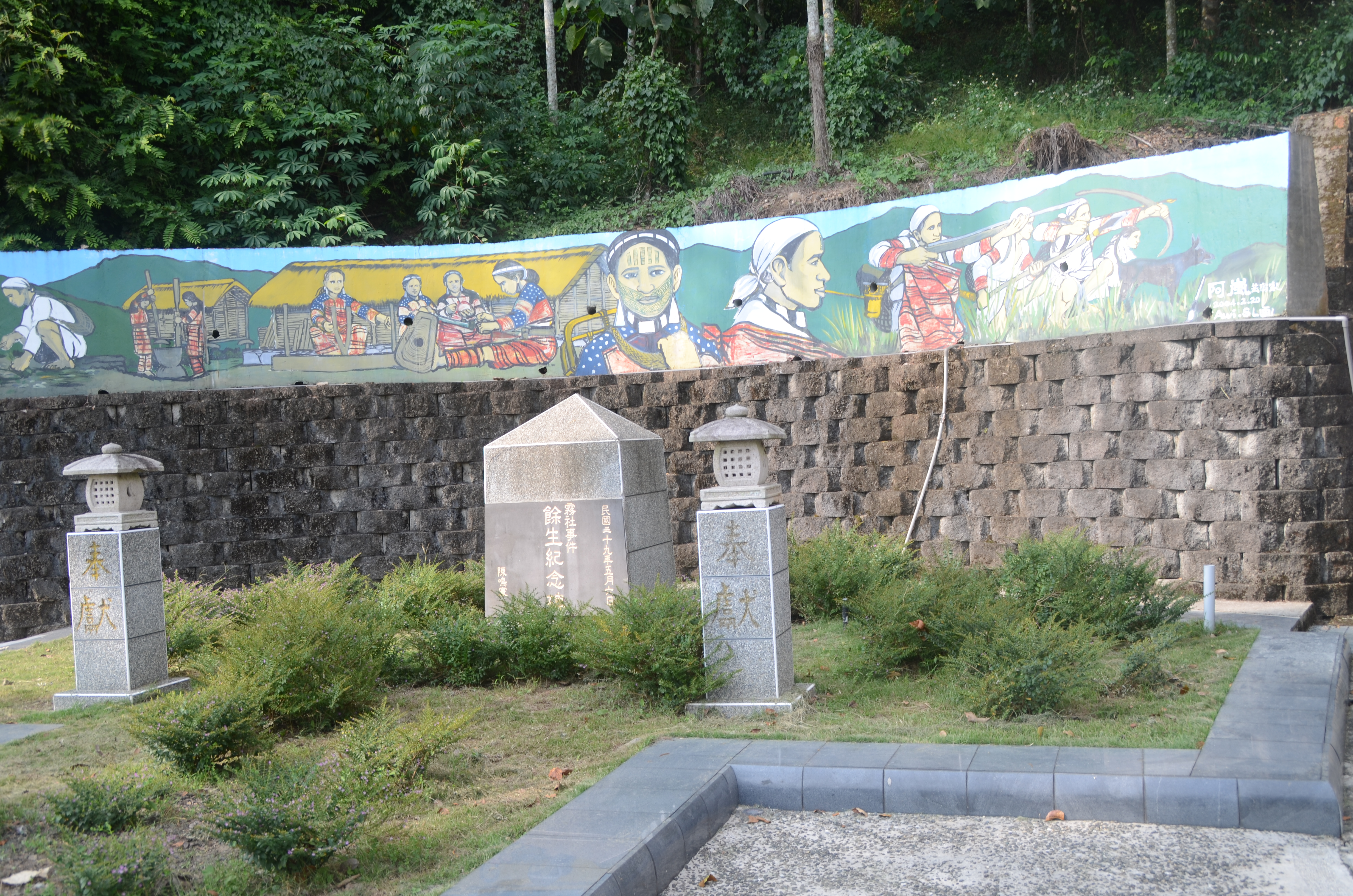
霧社事件餘生紀念碑

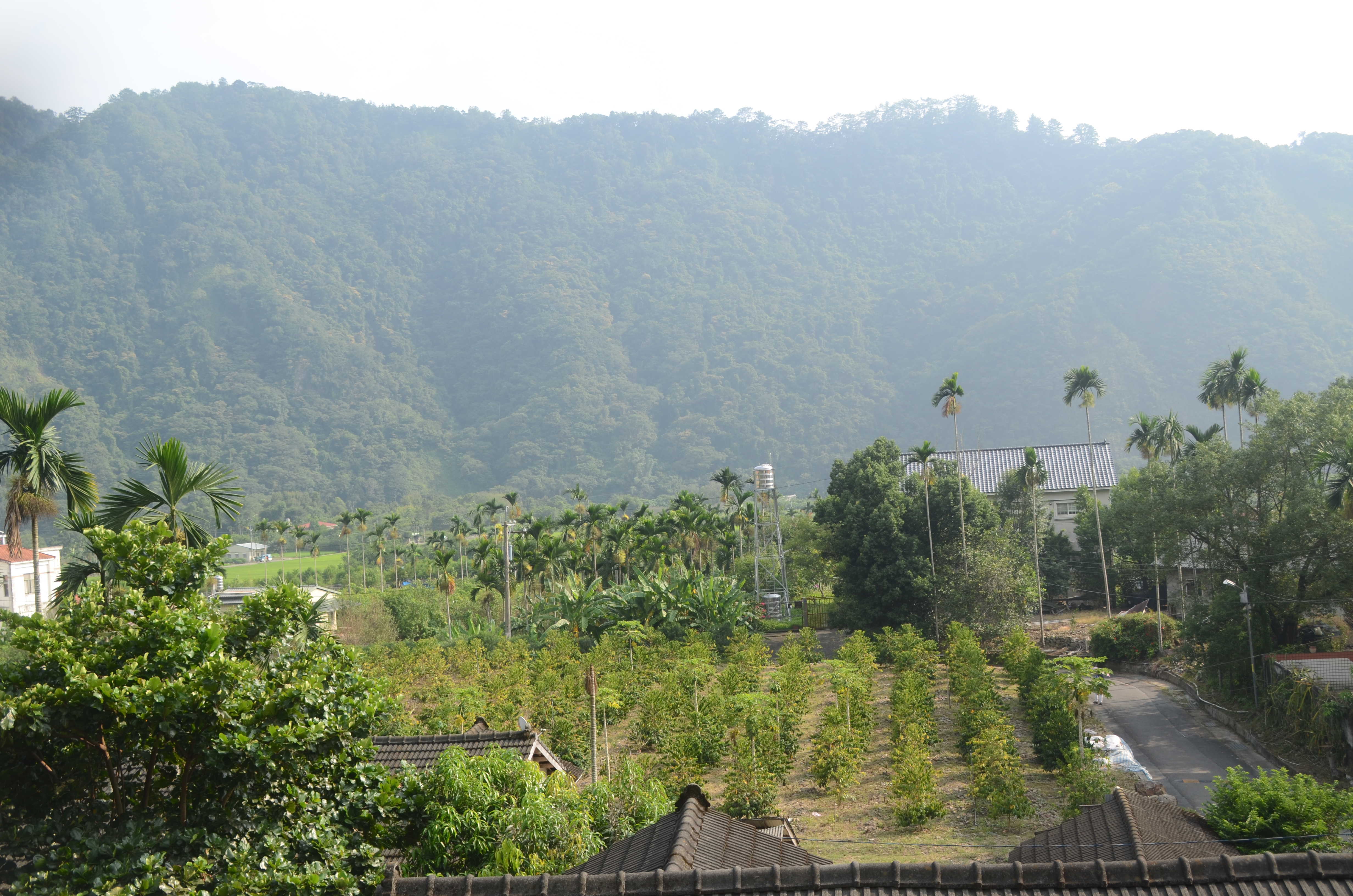
清流部落景觀

## 歷史

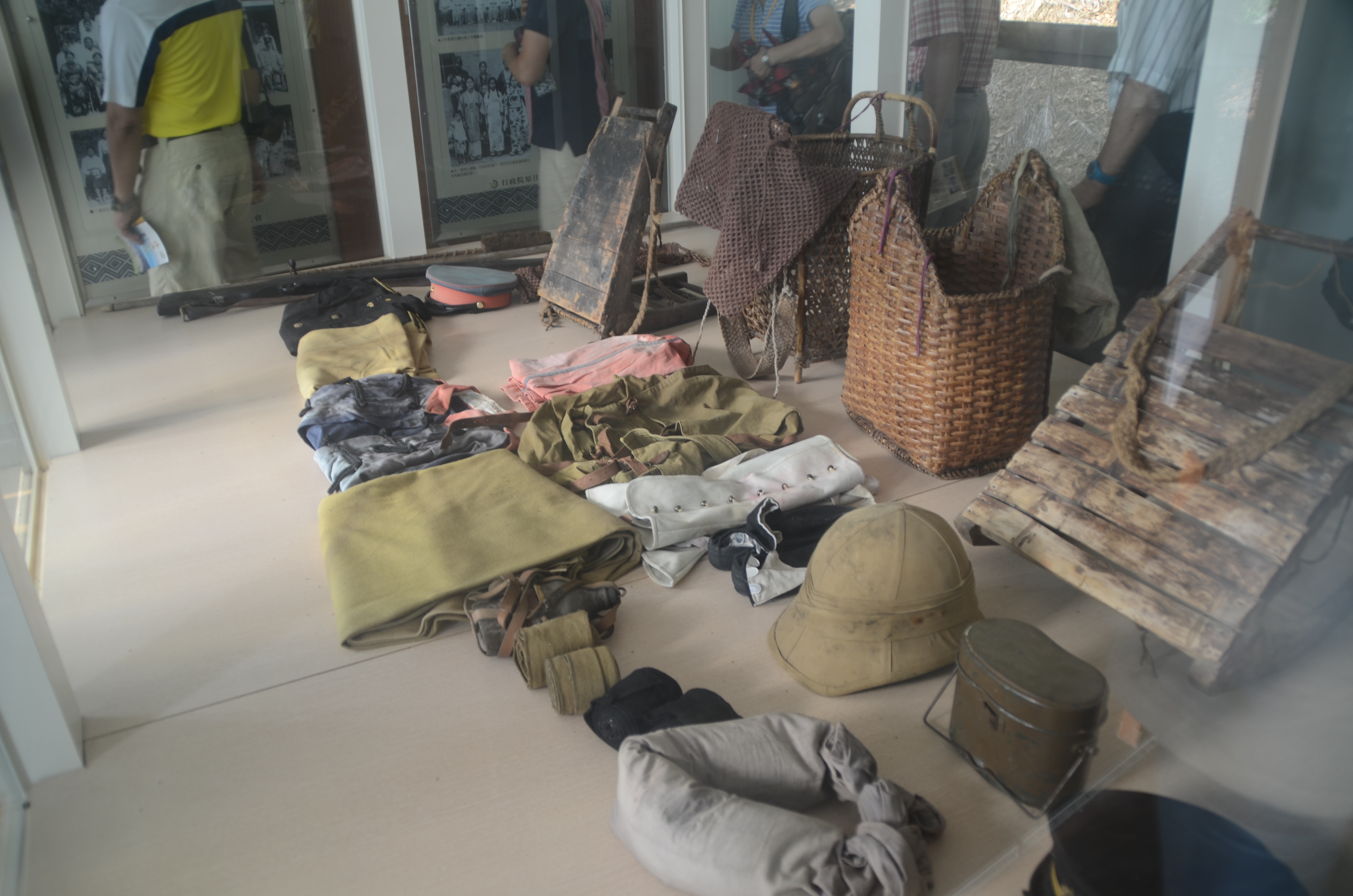
霧社事件餘生紀念館文物

霧社事件前霧社是總督府理番政策的重點地區，日本當局加速皇民化教育。但昭和5年10月27日（西元1930年），臺灣總督府為紀念北白川宮能久親王去世，而舉行臺灣神社祭，霧社地區則舉行聯合運動會。賽德克霧社地區的族人，由首領莫那·魯道，率領馬赫坡等六個部落人員發起反擊， 將運動場內全部134名日本人砍殺致死，但雙方均傷亡慘重達數百人。
霧社事件後，台灣總督強迫剩下的賽德克族德克達雅群離開霧社週邊的祖居地，強制遷移到平地定居，由狩獵改為農耕生活。1931年，日本官方強制六社全部遷移，但在1939年時，因日本人興建萬大水庫而遷移到北港溪中游台地，取名為中原社。是北港溪流域與但在眉原溪交會處之川中島，以集中監視，並將六社合成一社改名為「川中島社」不得回原籍。
台灣光復後，在台灣省議會的協助下，殘餘的賽德克人才得以安居。接著改善部落附近的道路，讓賽德克人可以平安回家。幾次的天災重創了清流部落。如九二一大地震、颱風等災害屢屢重創清流部落。待龍王颱風過後，散落在台灣各地的賽德克族人紛紛返鄉，讓清流部落「重生」。霧社事件餘生紀念館，於2012年由政府出資設立，是一座二層樓磚石水泥構造，以文物與圖說等記述當年霧社事件之經過。尋找那段日據時代留下的歷史點滴，可以更深切、清楚的瞭解整個霧社事件的始末。透過歷史層面、文化層面來帶起部落的讓更多的人瞭解這段歷史。 

## 建築與展品
霧社事件餘生紀念館是一座二層樓磚石水泥構造，黑白交雜的圖騰裝飾出特色建築，以文物與圖說等記述當年霧社事件之經過。主要內容為：事件的遠因、近因、霧社事件的過程、保護蕃收容所、移居川中島、歸順式、霧社事件的影響等。事件的遠因：日人之殖民化政策、掠取山地的資源勞役、賽德克人傳統狩獵生活與編織經濟生產之改變、日人未成功之「合蕃」婚姻政策及「以夷制夷」的策略等。事件的近因：日方為進行霧社城鎮與林業資源的開發多次動員霧社群等道澤群原住民進行工程，頻繁的「奉公」影響了原住民自身的農獵時程與收穫，而奉公的薪資發放也有欠公平、1930年10月7日的及後續之「敬酒風波」、「理蕃」政策之失、日警之跋扈等。

## 霧社事件餘生紀念館內外現況

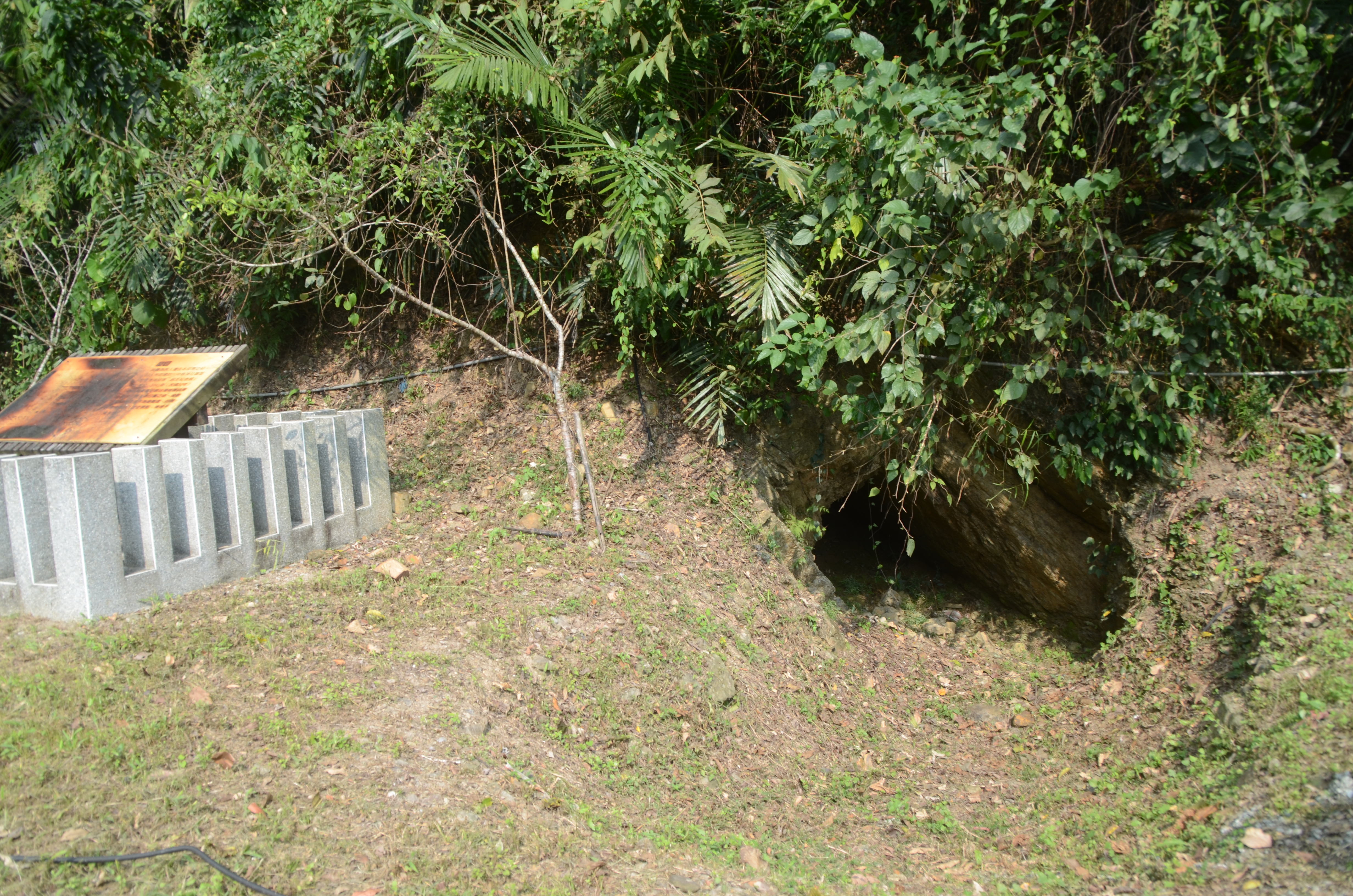
文物館外解說牌及防空洞現況
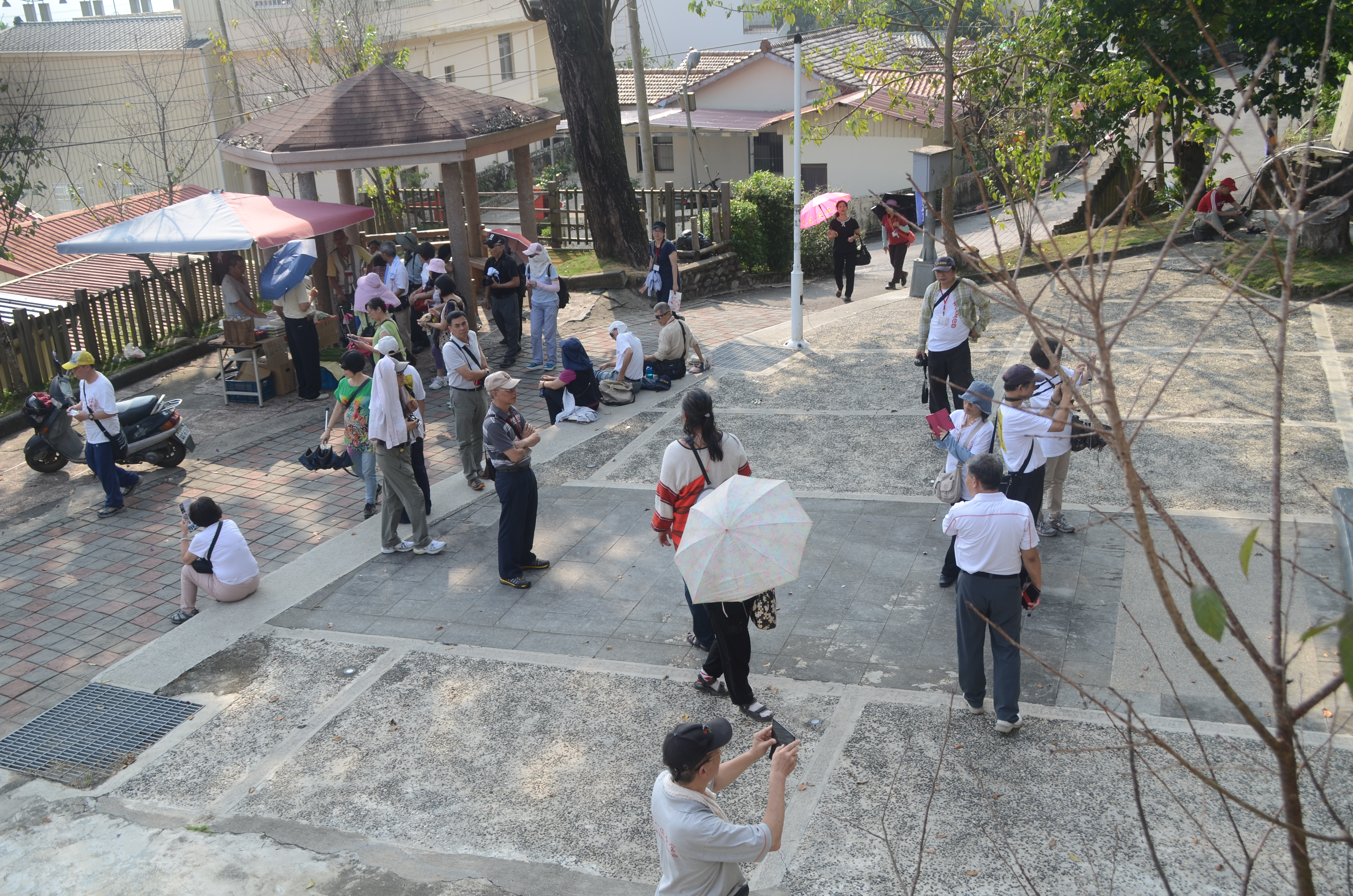
文物館外解說現況
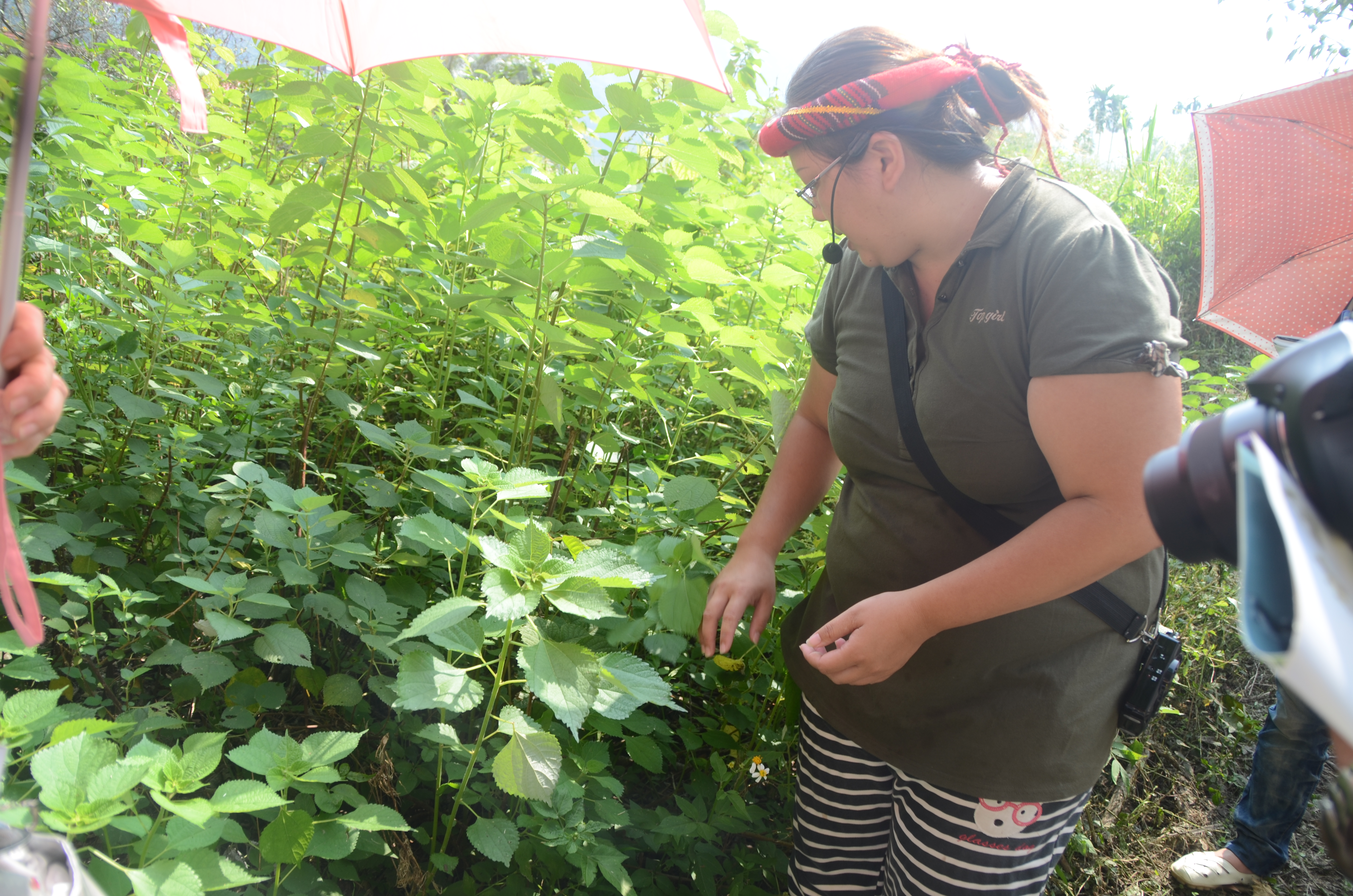
文物館解說人員解說工作中
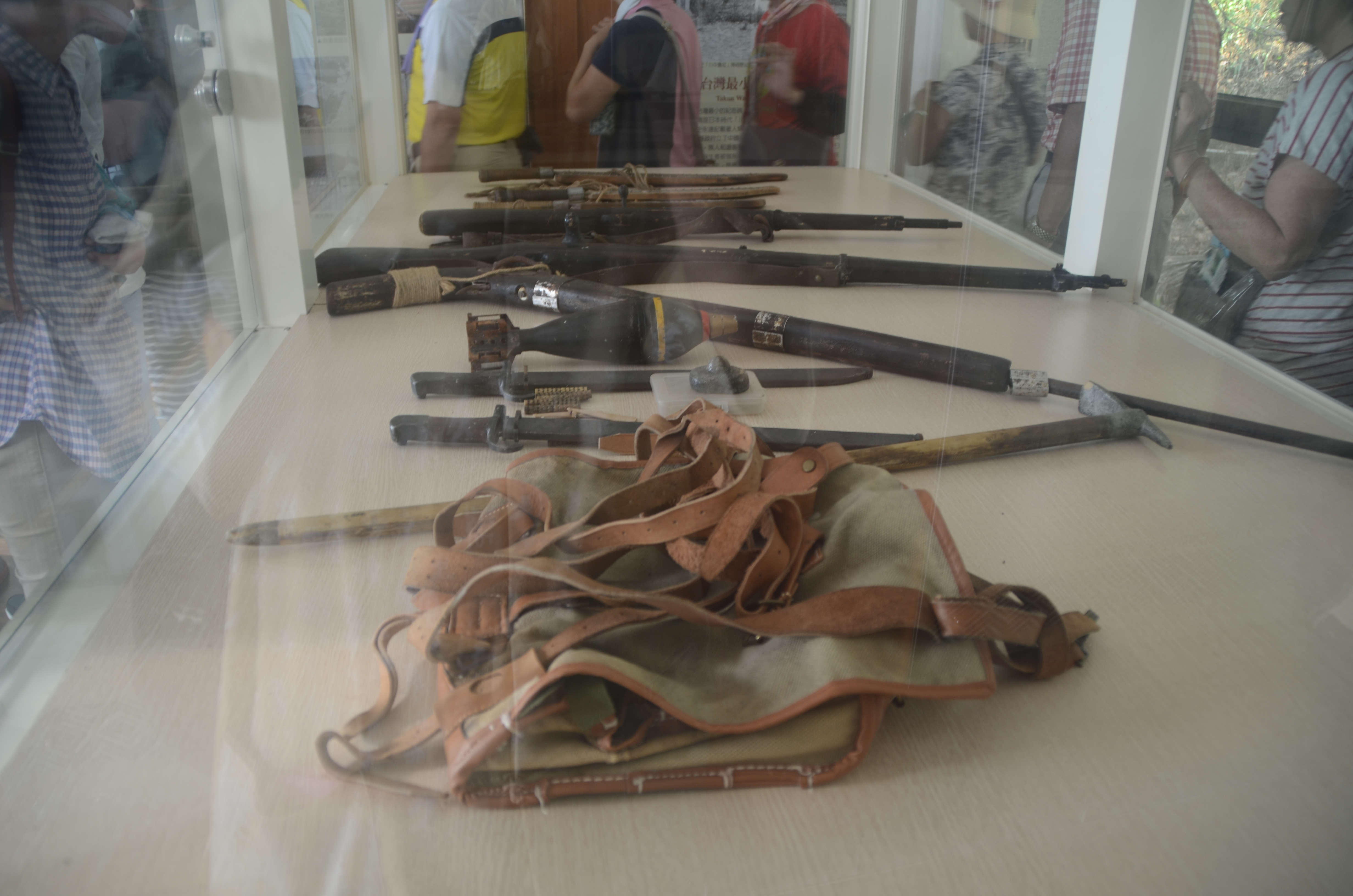
霧社事件餘生紀念館文物

## 相關頁面
- 莫那·魯道
- 霧社事件

## 外部鏈結
- 清流部落【Alang gluban】 - 臺灣原住民族資訊資源網 （页面存档备份，存于）